# Шийи (Арденны)
Шийи́ (фр. Chilly) — коммуна во Франции, находится в регионе Шампань — Арденны. Департамент — Арденны. Входит в состав кантона Рокруа. Округ коммуны — Шарлевиль-Мезьер.
Код INSEE коммуны — 08121.
Коммуна расположена приблизительно в 190 км к северо-востоку от Парижа, в 100 км севернее Шалон-ан-Шампани, в 19 км к северо-западу от Шарлевиль-Мезьера.

## Население
Население коммуны на 2008 год составляло 153 человека.
| 1962 | 1968 | 1975 | 1982 | 1990 | 1999 | 2008 |
| ---- | ---- | ---- | ---- | ---- | ---- | ---- |
| 128  | 131  | 133  | 111  | 111  | 113  | 153  |

## Администрация
| Период | Период | Фамилия          | Партия | Должность |
| ------ | ------ | ---------------- | ------ | --------- |
| 2001   | 2008   | Мишель Буатель   |        |           |
| 2008   |        | Жан-Клод Шантрен |        |           |

## Экономика
В 2007 году среди 91 человек в трудоспособном возрасте (15—64 лет) 70 были экономически активными, 21 — неактивными (показатель активности — 76,9 %, в 1999 году было 61,1 %). Из 70 активных работали 66 человек (42 мужчины и 24 женщины), безработных было 4 (2 мужчин и 2 женщины). Среди 21 неактивных 11 человек были учениками или студентами, 4 — пенсионерами, 6 были неактивными по другим причинам.

## Достопримечательности
- Межевые столбы (совместно с коммуной Тремблуа-ле-Рокруа). Исторический памятник с 1931 года.[3]

## Фотогалерея

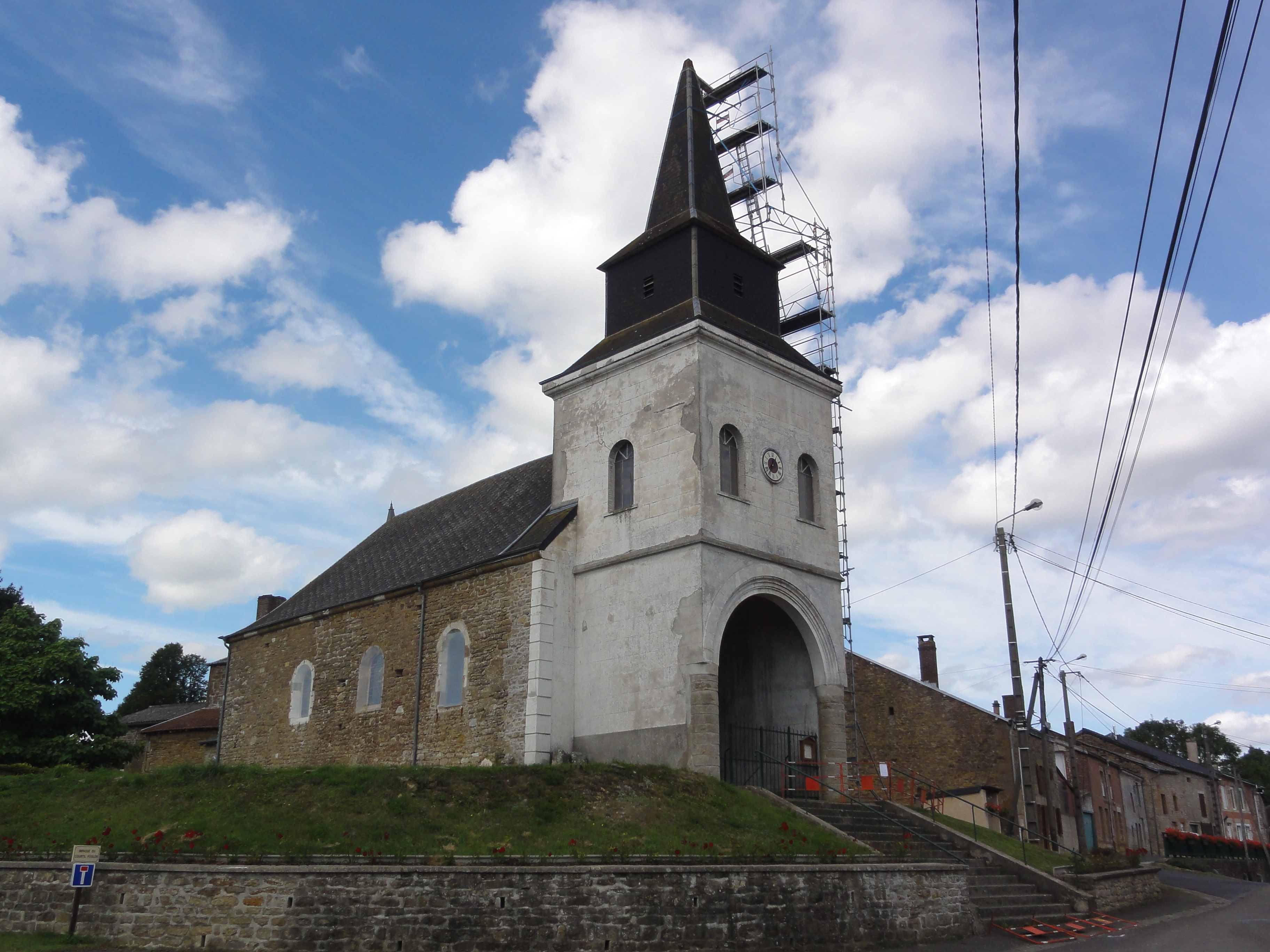
Церковь
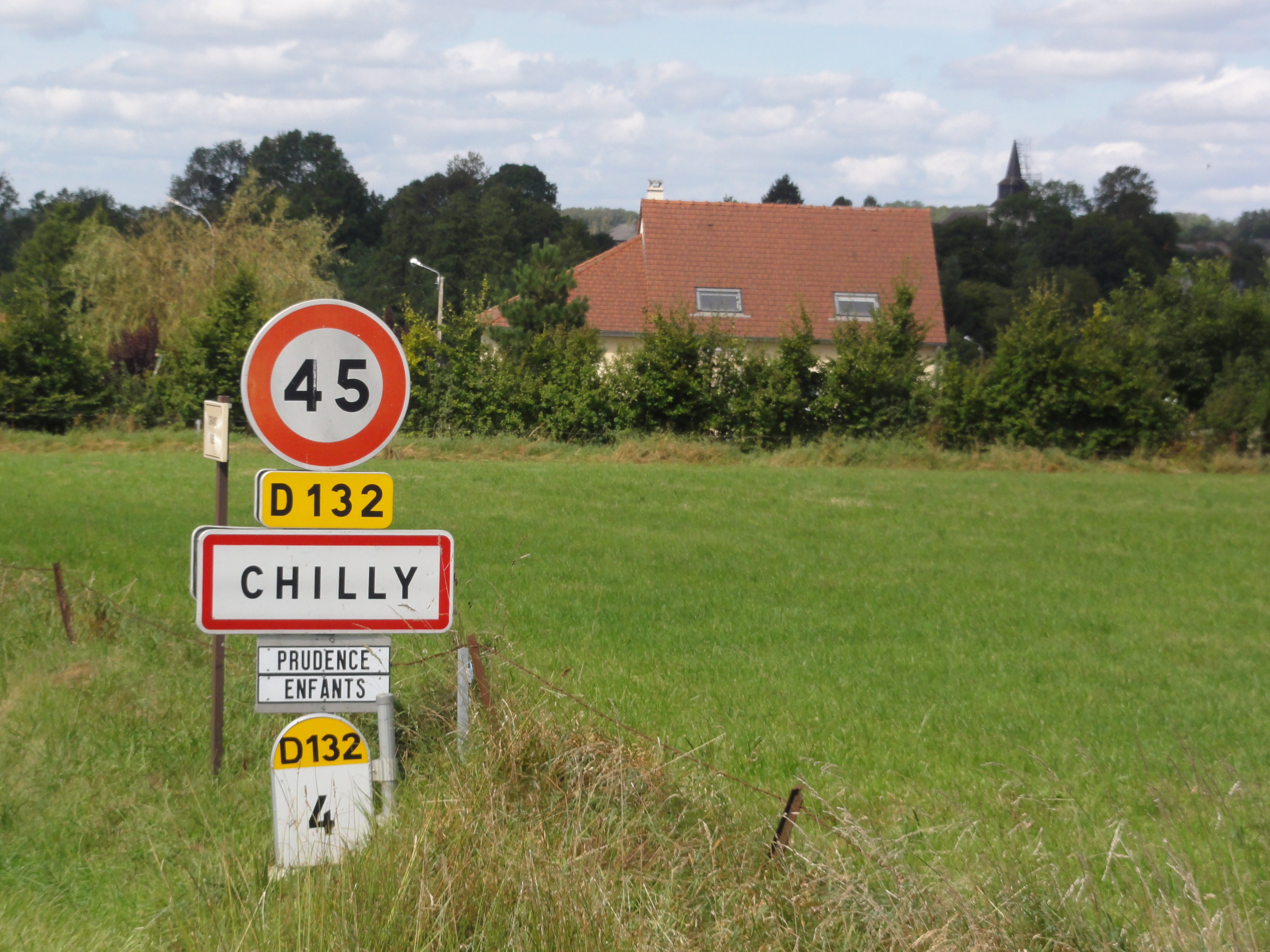
Знак на въезде в Шийи
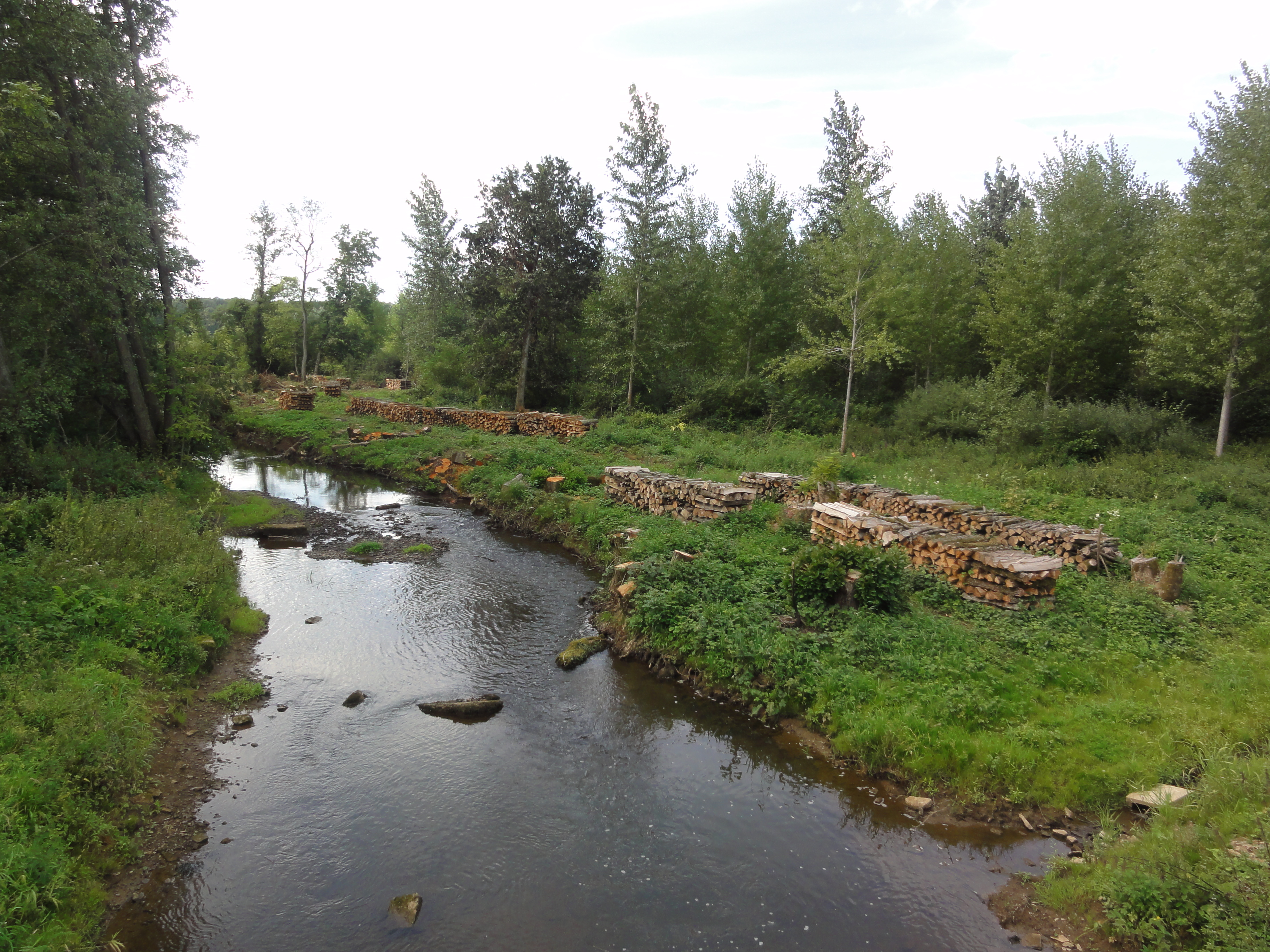
Река Сормон[фр.]
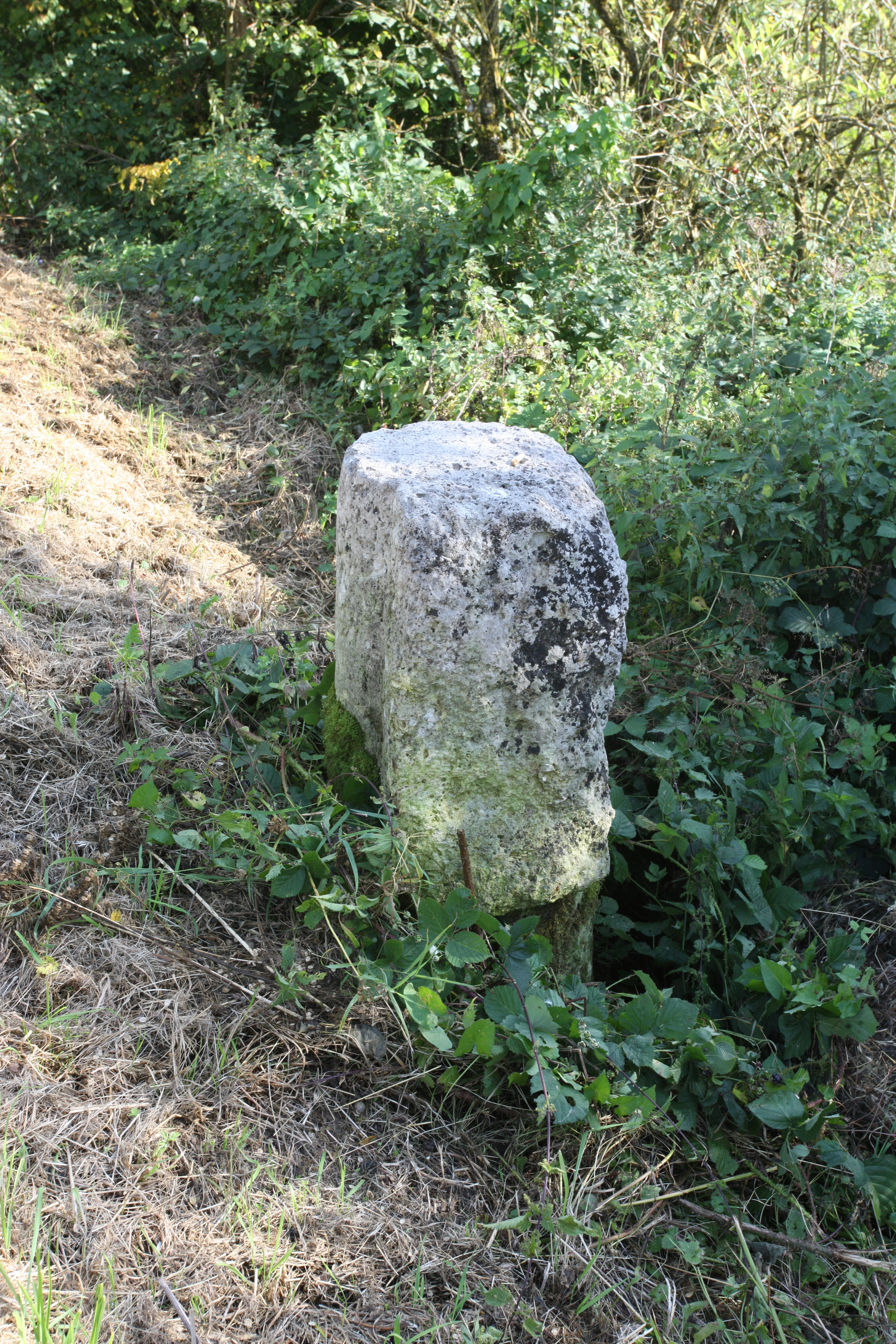
Межевой столб